# Tratatul de la Nisa
Tratatul de la Nisa este un tratat care modifică Tratatul privind Uniunea Europeană, Tratatul de la Roma de instituire a Comunităților Europene precum și anumite acte conexe. A fost semnat de șefii de stat și de guvern ai statelor membre UE la 26 februarie 2001, în cadrul Consiliului European de la Nisa (Franța) și a intrat în vigoare după încheierea procesului de ratificare, la 1 februarie 2003. Scopul inițial al tratatului a fost pregătirea extinderii Uniunii înspre Europa de Est, misiune care inițial îi fusese atribuită Tratatului de la Amsterdam, fără succes. 
Întârzierea ratificării a fost cauzată de către eșuarea acesteia în urma unui referendum de schimbare a Constituției în Republica Irlanda din iunie 2001. Cu toate acestea, la mai puțin de un an mai târziu un nou referendum va fi ținut, care va permite ratificarea.

## Prevederi
Cele mai importante modificări:
- Deciziile se iau prin întrunirea majorității calificate (se renunță la unanimitate)
- Se introduce majoritatea dublă, care cere, pe lângă majoritatea calificată, majoritatea statelor membre (pe principiul că fiecare stat ar avea un vot). Această formulă trebuia să intre în vigoare la 1 ianuarie 2005, însă data a fost modificată prin Tratatul de aderare 2003 pentru 1 noiembrie 2004.

Compoziția și funcționarea organelor europene a fost modificată foarte puțin din anii 1950, deși numărul de state membre a crescut de la 6 la început până la 15 și Uniunea Europeană are astăzi mai multe atribuții decât la începuturile integrării europene.
O extindere a Uniunii Europene cu până la 12 state fără adaptarea instituțiilor acesteia ar fi trimis Uniunea în colaps.
Într-o uniune de 27, cu regulile de până atunci, Comisia Europeană ar fi avut 33 de membri, numărul membrilor Parlamentului European ar fi depășit cifra de 800, iar procesul de luare a deciziilor ar fi fost astfel puternic încetinit.
După încheierea procesului de ratificare pentru noua constituție europeană, aceasta din urmă va înlocui Tratatul de la Nissa. Procesul de ratificare a fost însă blocat din cauza rezultatelor negative ale referendumurilor din Franța și Olanda.
De la 1 noiembrie 2004, luarea decizilor în 25 s-a făcut după următoarea împărțirea voturilor 
Procedura de luare a decizilor în 27, este aceeași, și se bazează pe aceași repartiție a voturilor, doar că, în plus, Bulgaria are 10 voturi și România 14.